# 우르바시
우르바시(산스크리트어: उर्वशी, IAST: Urvaśī)는 베다, 라마야나와 마하바라타와 같은 서사시, 그리고 푸라나와 같은 힌두교 경전에 언급된 가장 저명한 압사라이다. 그녀는 모든 압사라 중에서 가장 아름답고, 뛰어난 무용가로 여겨진다.
우르바시는 많은 인도 신화적 사건에 등장했다. 그녀는 현자 나라야나의 허벅지에서 나왔으며, 신들의 왕이자 스바르가의 통치자인 인드라의 궁정에서 특별한 위치를 차지한다. 그녀는 전설적인 찬드라밤사의 초대 왕인 푸루라바스와의 결혼으로 유명하며, 나중에 그를 버렸다. 그녀는 또한 힌두교에서 가장 존경받는 현자 중 두 명인 바시슈타와 아가스티야의 탄생에 중요한 역할을 한다. 우르바시의 이야기는 다양한 예술, 공연 및 문학에 영감을 주었다. 시인 칼리다사 (4~5세기 활동)는 우르바시와 푸루라바스를 그의 희곡 비크라모르바시얌의 주요 등장인물로 각색했다.

## 어원
산스크리트어 이름 "Urvaśī"는 uru와 aś의 어근에서 파생되었다. 여러 가지 의미를 가질 수 있다. 인도학자 모니어 모니어-윌리엄스는 이 이름이 '널리 퍼지는'을 의미하며, 베다 문헌에 처음 나타났을 때 우르바시가 새벽의 의인화였다고 주장한다. 경전 데비 바가바타 푸라나에 따르면, 이 압사라는 그녀가 신성한 현자 나라야나의 uru—'허벅지'—에서 태어났기 때문에 우르바시로 알려져 있다. 일부 학자들은 이 이름이 비아리아 기원을 가지고 있다고 믿는다.

## 문학적 배경
우르바시는 기원전 1900년에서 1200년경에 작곡된 가장 오래된 힌두 경전인 리그베다에 특별히 이름이 언급된 압사라이다. 리그베다의 10번째 만다라의 95번째 숙타 (절)는 그녀와 그녀의 남편 푸루라바스 사이의 대화에 할애되어 있다. 우르바시는 후기 문헌에서도 중요한 인물로 남아 있다. 그녀의 신화는 샤타파타 브라마나, 브리하드데바타, 마하바라타, 라마야나, 하리밤사, 바유 푸라나, 비슈누 푸라나, 마츠야 푸라나, 바가바타 푸라나, 데비-바가바타 푸라나, 파드마 푸라나, 스칸다 푸라나와 같은 많은 후기 힌두교 경전에서 재수록되고 확장되었다.
우르바시는 많은 시인과 작가에 의해 극화되고 각색되었다. 이 중 가장 인기 있는 것은 4세기에서 5세기 굽타 시대에 살았을 것으로 추정되는 산스크리트어 시인 칼리다사의 희곡 비크라모르바시얌이다. 이 드라마는 우르바시와 푸루라바스의 사랑을 다루지만, 줄거리는 경전에 전해지는 것과는 매우 다르다. 인도 시인 라빈드라나트 타고르 (1861-1941)도 우르바시에 대한 시를 썼다.

## 신화

### 탄생

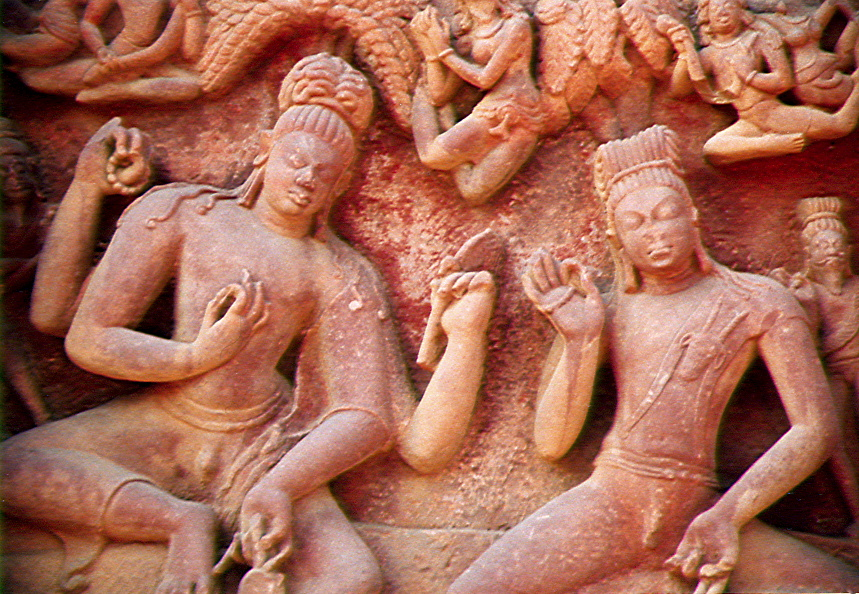
나라야나 (왼쪽)와 나라 (오른쪽)를 묘사한 부조, 데오가르, 우타르프라데시, 기원전 5세기경

인도 신화에서 우르바시는 신성한 현자 나라야나의 허벅지에서 완전히 성장한 처녀로 솟아났다. 데비-바가바타 푸라나에 따르면, 현자 형제 나라와 나라야나는 창조신 브라흐마를 기쁘게 하기 위해 고행을 하지만, 이는 인드라 (데바의 왕)를 그의 왕좌에 대해 불안하게 만들고 그는 현자들이 신성한 힘을 얻는 것을 원하지 않는다. 그 결과, 그는 그들의 고행을 깨기 위해 여러 환상을 만들지만, 그의 모든 속임수는 실패한다. 마침내 그는 람바, 메나카, 틸로타마를 포함한 그의 궁정의 압사라들에게 나라-나라야나에게 가서 유혹을 통해 그들을 방해하도록 명령한다. 사랑의 신 카마데바와 그의 배우자 라티와 동반하여, 압사라들은 나라-나라야나에게 가서 그들 앞에서 유혹적으로 춤을 추기 시작한다. 그러나 현자들은 이에 영향을 받지 않고 압사라들의 자존심을 꺾기로 결정한다. 나라야나는 그의 허벅지를 때리며, 거기서 우르바시가 나타난다. 그녀의 아름다움은 인드라의 압사라들을 무색하게 만들고, 그들은 자신들의 악한 행동을 부끄러워한다. 나라와 나라야나는 인드라에게 그의 왕좌를 차지하지 않을 것이라고 확신시키고, 우르바시를 그에게 선물한다. 그녀는 인드라의 궁정에서 자존심의 자리를 차지했다.

### 바시슈타와 아가스티야의 탄생
우르바시는 바시슈타와 아가스티야 현자들의 탄생에 중요한 역할을 하여 때때로 그들의 어머니로 불리기도 한다. 이 전설은 많은 경전에 언급되어 있다. 리그베다에서 신들인 바루나와 미트라가 한때 야즈나 (불 제사)를 수행할 때, 우르바시가 그들 앞에 나타난다. 그녀를 본 후, 그들은 성적으로 흥분하여 항아리에 정액을 배출하고 그 항아리에서 바시슈타와 아가스티야가 태어난다. 이 이야기의 유사한 내용은 브리하드데바타와 일부 푸라나 경전에서 나타난다.
후기 힌두 경전에서는 베다와 달리 바시슈타는 신 브라흐마의 마나스푸트라 (마음으로 창조된 아들)로 묘사된다. 그가 니미 왕의 저주로 죽은 후, 그는 우르바시와 미트라-바루나를 통해 다시 태어난다. 라마야나의 웃타라 칸다에 기록된 전설에 따르면, 바시슈타의 영혼은 브라흐마가 그에게 다시는 자궁에서 태어나지 않을 것이라고 말함으로써 죽음 후 위로받는다. 그래서 바시슈타는 미트라-바루나의 몸에 들어가라고 지시받는다. 그들의 만남 후에 바루나는 우르바시에게 접근하여 그녀와 합치고 싶다는 소망을 표현한다. 그녀는 이미 미트라에게 그와 사귀기로 약속했기 때문에 그것을 거절한다. 그의 욕망을 충족시키기 위해 바루나는 브라흐마가 만든 천상의 항아리 안에 사정한다. 우르바시는 열정적으로 변하여, 비록 그녀의 몸이 미트라에게 속했지만 그녀의 마음은 그에게 고정되어 있다고 말한다. 그녀의 불신 때문에 미트라는 우르바시에게 필멸의 남자의 아내가 될 것이라고 저주하며, 이는 결국 미트라의 씨앗이 그녀의 자궁에서 떨어지게 만든다. 그것은 나중에 바루나의 씨앗이 담긴 같은 항아리에 넣어졌다. 바시슈타의 환생 외에도 아가스티야도 그 항아리에서 태어난다.

### 푸루라바스의 아내

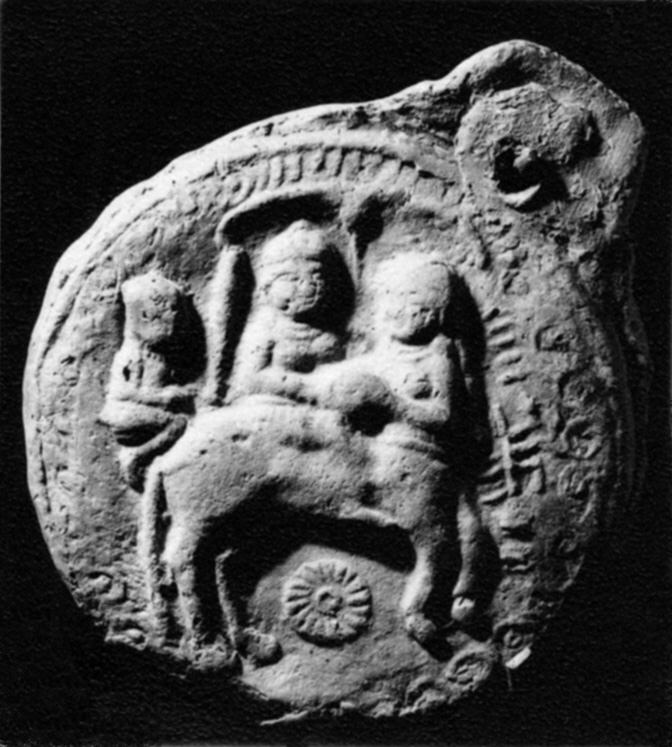
푸루라바스와 우르바시를 묘사한 상징, 기원전 1세기 - 기원후 1세기.

우르바시를 다루는 가장 중요한 신화는 고대 인도의 전설적인 왕조인 찬드라밤사 (문자 그대로 '달 왕조')의 창시자로 알려진 필멸의 왕 푸루라바스와의 결혼에 관한 것이다. 이 신화는 리그베다에서 처음 언급되며, 그들 사이의 대화 형식으로 제시된다. 베다 찬송가는 그녀가 남편 푸루라바스와 4년 동안 함께 살다가 그를 떠났음을 암시한다. 왕은 그녀에게 돌아오라고 간청하지만, 그녀는 너무 많은 사랑을 나눴다며 단호히 거절한다. 그녀는 그에게 천국에 올라가 그녀와 재회하기 위해 선행을 베풀라고 조언한다. 이 장면의 맥락은 이후 텍스트에서 제공된다. 학자들은 리그베다에서 우르바시가 자신의 욕망 때문에 푸루라바스와 결혼하고 아들을 낳은 후 그를 버리는 자의적이고 고집 센 여성으로 묘사되는 반면, 후기 각색에서는 푸루라바스에 대한 그녀의 사랑을 강조하고 그들의 이별을 천상의 존재 탓으로 돌린다고 언급한다.
후기 베다 이후의 문헌들은 우르바시가 잘생기고 영웅적인 푸루라바스와 사랑에 빠지고 푸루라바스도 그녀에 대한 감정을 주고받았다고 증명한다. 우르바시가 지구로 내려가 필멸의 인간의 아내가 될 것이라는 저주를 받은 후, 그녀는 몇 가지 조건 하에 푸루라바스와 결혼하는데, 가장 중요한 조건은 그가 성교 중 외에는 그녀 앞에서 절대로 알몸으로 나타나지 않아야 한다는 것이었다. 샤타파타 브라마나에서 우르바시는 두 가지 조건을 내세웠는데, 푸루라바스는 그녀가 동의할 때만 정기적으로 사랑을 나누어야 하고, 그녀 앞에서 절대로 알몸으로 나타나지 않아야 한다는 것이었다. 푸라나에서는 세 가지 조건이 언급되는데, 푸루라바스는 그녀 앞에서 절대로 알몸으로 나타나지 않아야 하고, 그녀의 애완 양 두 마리를 보호해야 하며, 그녀는 오직 기 (정제 버터)만 섭취해야 한다는 것이었다. 비슈누 푸라나와 바가바타 푸라나에 따르면, 결혼은 미트라의 저주 때문이었고, 데비 바가바타 푸라나에서는 저주가 브라흐마에게 귀속된다. 우르바시는 푸루라바스와 함께 수년간 애정 어린 유희를 즐긴다. 그동안 하늘에서는 우르바시의 부재가 그리워진다. 비슈바슈가 이끄는 일단의 간다르바 (천상의 음악가)들은 그녀를 다시 하늘로 데려오라는 지시를 받는다. 어느 날 밤 우르바시와 푸루라바스가 사랑을 나누느라 바쁠 때, 간다르바들은 우르바시의 침대에 묶여 있던 애완 어린 양들을 납치하고, 그들의 울음소리를 들은 우르바시는 푸루라바스가 그들을 보호하지 못했다고 질책한다. 급히 푸루라바스는 자신이 알몸이라는 것을 잊고 양들을 쫓아 일어선다. 간다르바들은 번개로 그곳을 환하게 밝혀 우르바시가 푸루라바스의 알몸을 보게 한다. 푸루라바스는 양들을 다시 데려오는 데 성공하지만 우르바시는 사라진다. 슬픔에 잠긴 그는 전국을 뒤져 그녀를 찾고, 호수에서 백조로 변장한 그녀를 발견한다. 그는 그녀에게 돌아와 달라고 간청하지만 그녀는 거절한다. 그의 슬픔을 본 우르바시는 자신과 그 사이에 아이가 생겼다고 밝히고, 다음 해에 같은 장소로 돌아와 그날 밤을 함께 보낼 수 있도록 지시한다. 우르바시는 매년 한 번 그에게 돌아와 아야스, 슈루타야스, 사타야스, 라야, 비자야, 자야의 여섯 아들을 낳았다. 마하바라타의 아디 파르바는 이 여섯 아들의 다른 이름들—아야스, 디마트, 아마바수, 드리다야스, 바나야스, 사타야스—을 언급한다. 그들의 탄생 후, 우르바시는 푸루라바스에게 간다르바로 변신하여 천국으로 올라가기 위해 고행을 수행하라고 제안한다. 푸루라바스는 이 과업을 성공적으로 완수하고 천국에서 우르바시와 재회할 수 있게 된다.

### 다른 전설

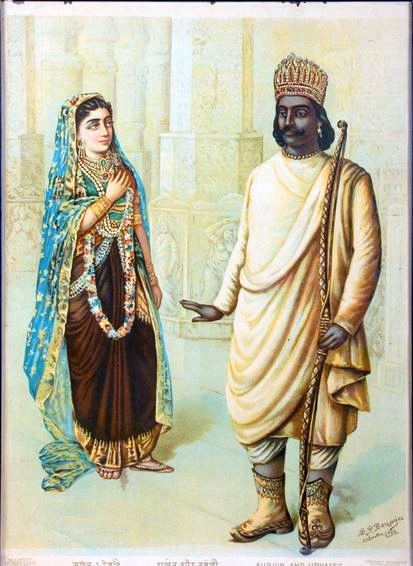
아르주나가 우르바시를 거부하는 모습, B.P. 배너지의 판화

바유 푸라나에서는 현자 아가스티야가 인드라의 궁정에 도착하여 우르바시의 춤 공연으로 환영받는다. 공연 중 우르바시와 인드라의 아들 자얀타는 사랑에 빠져 서로의 눈을 바라본다. 정신이 분산된 우르바시는 박자를 놓치고 춤은 엉망이 된다. 이로 인해 자얀타는 대나무로 태어나는 저주를 받고, 우르바시는 마다비라는 이름의 여인으로 땅에서 태어나는 저주를 받는다.
우르바시는 현자 리샤슈링가의 탄생을 유발했다고 전해진다. 마하바라타에 따르면, 우르바시가 강둑을 여행하고 있을 때 카샤파의 아들인 리시 비반다카가 그녀를 보고 그녀의 아름다움에 흥분하여 정액을 흘린다. 그의 씨앗은 암사슴과 접촉하는데, 그 암사슴은 아들을 낳을 때까지 그 형태로 남아있으라는 저주를 받은 압사라였다. 그녀는 리샤슈링가를 낳고, 그는 아버지에 의해 길러진다.
우르바시와 필멸의 왕자를 다룬 또 다른 이야기는 마하바라타에서 발견된다. 찬드라밤사에 속하고 인드라의 영적인 아들인 왕자 아르주나는 간다르바 왕 치트라세나에게 배우기 위해 하늘에 온다. 우르바시는 그에게 끌려 아름다운 옷을 입고 아르주나의 거처에 도착한다. 그녀는 그에게 자신의 욕망을 말하지만, 아르주나는 그녀가 푸루라바스와의 과거 결혼 때문에 자신의 조상이자 어머니라고 생각하며 그녀의 접근을 거절한다. 우르바시는 압사라들은 선택에 자유롭고 구속받지 않으며 원하는 어떤 남자와도 유희할 수 있다고 말하며 그를 설득하려 한다. 아르주나는 여전히 거절하고, 격분한 우르바시는 그가 남성성을 잃고 1년 동안 환관으로 멸시받을 것이라고 저주한다. 인드라는 나중에 아르주나에게 그 저주가 그의 아그야타바사 (변장 망명) 동안 그에게 유익할 것이라고 진정시킨다.

## 같이 보기
- 날개옷 설화
- 멜뤼진

### 설명주
1. ↑  이름의 다른 목록—아야스, 슈루타야스, 사타야스, 라야, 비자야, 자야
2. ↑  이 이야기는 마하바라타 비판판에는 포함되지 않았으며 학자들에 의해 서사시에 나중에 삽입된 것으로 간주되었다.[25]

### 참조주
1. ↑  Eck, Diana L. (2012년 3월 27일). 《India: A Sacred Geography》 (영어). Harmony/Rodale. 337쪽. ISBN 978-0-385-53191-7.
2. ↑  Gupta, Shakti M. (2002). 《Indian Mythology: Myths and Legends》 (영어). B.R. Publishing Corporation. 133쪽. ISBN 978-81-7646-276-1.
3. 1 2  Monier-Williams, Sir Monier; Leumann, Ernst; Cappeller, Carl (1899). 《A Sanskrit-English Dictionary: Etymologically and Philologically Arranged with Special Reference to Cognate Indo-European Languages》 (영어). Motilal Banarsidass Publishing House. 218, 637쪽. ISBN 978-81-208-3105-6.
4. 1 2  Vemsani, Lavanya (2021). 〈Urvashi: Celestial Women and Earthly Heroes〉. 《Feminine Journeys of the Mahabharata》. 229–241쪽. doi:10.1007/978-3-030-73165-6_12. ISBN 978-3-030-73164-9. S2CID 236730753.
5. ↑  Jamanadas, K. (2007). 《Devadasis: Ancient to Modern》 (영어). Kalpaz Publications. ISBN 978-81-7835-547-4.
6. ↑  Varadpande, Manohar Laxman (2006). 《Woman in Indian Sculpture》 (영어). Abhinav Publications. ISBN 978-81-7017-474-5.
7. 1 2 3 4  Gaur, R. C. (1974). 《The Legend of Purūravas and Urvaśī: An Interpretation》. 《Journal of the Royal Asiatic Society of Great Britain and Ireland》 106. 142–152쪽. doi:10.1017/S0035869X00131983. JSTOR 25203565. S2CID 162234818.
8. ↑  Pattanaik, Devdutt (2019년 1월 20일). “Three Vedic women”. 《Mumbai Mirror》.
9. 1 2  Kantawala, S. G. (1976). 《Purūravas-Urvaśī Episode: A Study in Vedico-Purāṇic Correlates》. 《Annals of the Bhandarkar Oriental Research Institute》 57. 49–58쪽. JSTOR 41692233.
10. 1 2  Doniger, Wendy (1993년 2월 23일). 《Purana Perennis: Reciprocity and Transformation in Hindu and Jaina Texts》 (영어). SUNY Press. ISBN 978-0-7914-1382-1.
11. ↑  Dalal, Roshen (2010). 《Hinduism: An Alphabetical Guide》 (영어). Penguin Books India. ISBN 978-0-14-341421-6.
12. ↑  George, K. M. (1992). 《Modern Indian Literature, an Anthology: Surveys and poems》 (영어). Sahitya Akademi. ISBN 978-81-7201-324-0.
13. ↑  “Birth of Urvashi - Indian Mythology”. 《www.apamnapat.com》. 2020년 9월 2일에 확인함.
14. ↑  The Goddess in India: The Five Faces of the Eternal Feminine By Devdutt Pattanaik, Published 2000, Inner Traditions / Bear & Company, 176 pages, ISBN 0-89281-807-7 p.66
15. 1 2 3 4 5 6 7  Mani, Vettam (1975). 《Puranic encyclopaedia : a comprehensive dictionary with special reference to the epic and Puranic literature》. Robarts - University of Toronto. Delhi : Motilal Banarsidass. 811쪽. ISBN 9780842608220.
16. ↑  Patton, Laurie L. (2014년 5월 14일). 《Myth as Argument: The Brhaddevata as Canonical Commentary》 (영어). Walter de Gruyter GmbH & Co KG. ISBN 978-3-11-081275-6.
17. 1 2  
Goodman, Hananya (2012년 2월 1일). 《Between Jerusalem and Benares: Comparative Studies in Judaism and Hinduism》 (영어). SUNY Press. ISBN 978-1-4384-0437-0.
18. ↑  Shastri, Hari Prasad (1952). 《Ramayana of Valmiki, Uttara Kanda, Chapter 56 [The Cursing of the Nymph Urvashi]》 (영어).
19. ↑  Obbink, Hendrik Willem. 《Orientalia Rheno-traiectina》 (영어). Brill Archive.
20. ↑  Mani, Vettam (1975). 《Puranic encyclopaedia : a comprehensive dictionary with special reference to the epic and Puranic literature》. Robarts - University of Toronto. Delhi : Motilal Banarsidass. 5쪽. ISBN 9780842608220.
21. 1 2 3  Leavy, Barbara Fass (July 1995). 《In Search of the Swan Maiden: A Narrative on Folklore and Gender》 (영어). NYU Press. ISBN 978-0-8147-5100-8.
22. ↑  Deodhar, Lalita (1988). 《ON SOME PURĀṆIC DIMENSION OF THE LEGEND OF URVAŚĪ AND PURURAVAS》. 《Bulletin of the Deccan College Research Institute》. 47/48. 61–65쪽. ISSN 0045-9801. JSTOR 42930212.
23. 1 2  Doniger, Wendy (2010년 9월 30일). 《The Hindus: An Alternative History》 (영어). OUP Oxford. ISBN 978-0-19-959334-7.
24. ↑  “The Mahabharata, Book 1: Adi Parva: Sambhava Parva: Section LXXV”.
25. ↑  M. A. Mehendale (2001년 1월 1일). 《Interpolations In The Mahabharata》. 200–201쪽.
26. ↑  “The Mahabharata, Book 3: Vana Parva: Indralokagamana Parva: Section XLVI”. 《www.sacred-texts.com》. 2021년 9월 20일에 확인함.

### 참고 문헌
- 다우손, 존. 힌두 신화 및 종교 사전.
- 《The Sri Mad Devi Bhagavatam: Books One Through Twelve 1923》. Kessinger Publishing. 2004. ISBN 978-0-7661-8167-0.

## 더 읽어보기
- Gaur, R. C. (1974). 《The Legend of Purūravas and Urvaśī: An Interpretation》. 《Journal of the Royal Asiatic Society of Great Britain and Ireland》 106. 142–152쪽. doi:10.1017/S0035869X00131983. JSTOR 25203565. S2CID 162234818.
- Leavy, Barbara Fass (1994). 〈Urvaśī and the Swan Maidens: The Runaway Wife〉. 《In Search of the Swan Maiden》. NYU Press. 33–63쪽. ISBN 978-0-8147-5268-5. JSTOR j.ctt9qg995.5.
- Wright, J. C. (1967). 《Purūravas and Urvaśī》. 《Bulletin of the School of Oriental and African Studies, University of London》 30. 526–547쪽. doi:10.1017/S0041977X00132033. JSTOR 612386. S2CID 162788253.
- Teverson, Andrew; Warwick, Alexandra; Wilson, Leigh, 편집. (2015). 〈'Cupid, Psyche, and the "Sun-Frog"', Custom and Myth: (London: Longmans, Green and Co., 1884)〉. 《The Edinburgh Critical Edition of the Selected Writings of Andrew Lang, Volume 1: Anthropology, Fairy Tale, Folklore, The Origins of Religion, Psychical Research》. Edinburgh University Press. 66–78쪽. ISBN 978-1-4744-0021-3. JSTOR 10.3366/j.ctt16r0jdk.9.